# Megapenthes kurosawai
Megapenthes kurosawai là một loài bọ cánh cứng trong họ Elateridae. Loài này được Suzuki miêu tả khoa học năm 1986.